# NGC 791
NGC 791 este o galaxie eliptică situată în constelația Peștii. A fost descoperită în 3 decembrie 1861 de către Heinrich Louis d'Arrest. Se află la o distanță de 107,59 megaparseci de Pământ.